# Scott Asheton
Pour les articles homonymes, voir Asheton.
Scott Asheton, également appelé « Rock Action », né le 16 août 1949 à Washington DC et mort le 15 mars 2014 à Ann Arbor (Michigan), est le batteur du groupe protopunk américain The Stooges. C'est son ami d'enfance, James "Iggy" Osterberg, qui lui a appris à jouer de la batterie.

## Biographie
Scott Asheton naît à Washington DC. Sa famille s'installe ensuite à Ann Arbor, dans le Michigan. Il joue dans plusieurs groupes avant de fonder The Stooges en 1967 avec son frère Ron Asheton, le bassiste Dave Alexander et James "Iggy" Osterberg. Ils enregistrent trois albums avant leur séparation, survenue en 1974.
Après la séparation du groupe, Scott Asheton souffre de toxicomanie. Il exerce de petits métiers. En 1978, il accompagne Iggy Pop lors d'une tournée solo du chanteur. Au cours des années 1980, il se produit avec d'autres formations de Détroit, comme le Scott Morgan Group et le Sonic's Rendezvous Band de l'ancien guitariste rythmique du MC5, Fred "Sonic" Smith. Il est recruté par le chanteur Sonny Vincent (en), dont le groupe tourne aux États-Unis et en Europe. Asheton participe à l'enregistrement de quatre de ses albums.
En 2002, il fait partie de The Stooges Project. La formation, également composée de son frère Ron, de Mike Watt et de Jay Mascis, reprend le répertoire des Stooges. L'année suivante, ils sont rejoints par Iggy Pop à l'occasion d'un concert au Coachella Festival. Leur succès auprès du public les encourage à reformer pour de bon The Stooges. Iggy Pop, les frères Asheton, Mike Watt et le saxophoniste Steve Mackay se produisent dans de grands festivals musicaux,. Ils enregistrent par la suite deux nouveaux albums, The Weirdness et Ready to Die. Ce dernier sort après la mort de Ron Asheton, survenue en 2009,. L'année suivante, le groupe est introduit au Rock and Roll Hall of Fame. En juin 2011, après un concert donné au Hellfest (Clisson), Scott Asheton est victime d'une attaque cardiaque. Sa santé ne lui permettant plus de partir en tournée avec les Stooges, il est remplacé sur scène par Larry Mullins. Il meurt de ses ennuis de santé le 15 mars 2014 à Ann Arbor (Michigan), à l'âge de 64 ans.
Il est inhumé au Forest Hill Cemetery, dans le Michigan.

## Style musical
Au début de sa carrière avec les Stooges, Scott Asheton joue sur une batterie artisanale. Il fournit au groupe des rythmes lourds et « primitifs ». Son jeu sans fioritures repose sur l'emploi de la caisse claire, la grosse caisse et quelques cymbales. Il ne réalise pas de figures comme les roulements. Freddie Brooks, un ancien du Sonic's Rendezvous Band, affirme qu'il employait de grosses baguettes de batterie et qu'il « jouait si fort qu'il lui arrivait de briser le cercle de sa caisse claire » (He played so hard, he would actually break his snare rims). Au début des années 1980, le batteur étudie le jazz au Washtenaw Community College (en) afin d'étoffer son jeu.